# Michael Zieliński

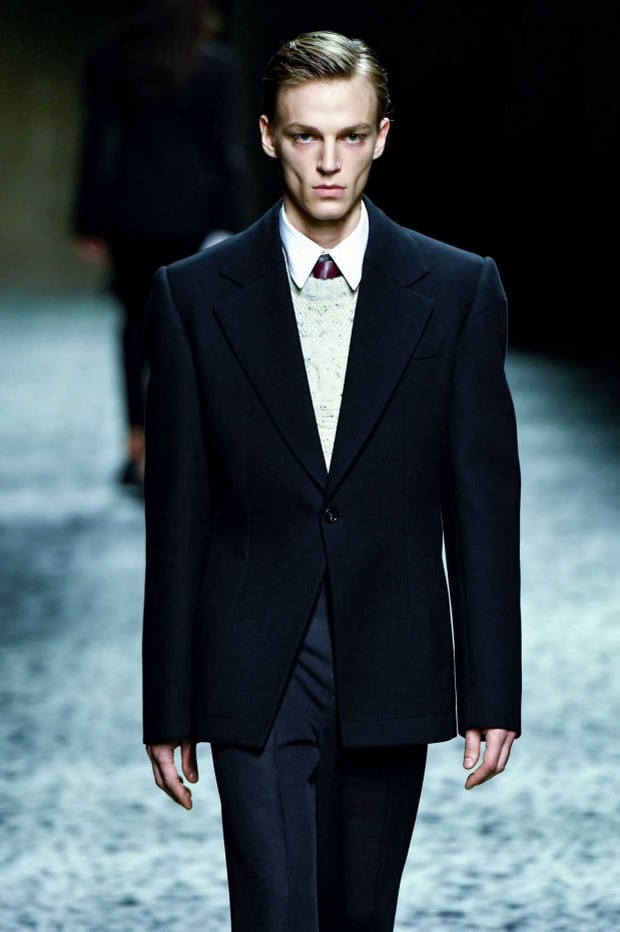
Michael Zieliński

Michael Zielinski (właśc. Michał Zieliński, ur. 7 września 1998 r. w Turku) – aktor, model, artysta wizualny, muzyk.

## Modeling
Model Roku na gali trzydziestolecia Magazynu Elle. Okrzyknięty "olśnieniem" przez magazyn Vogue.
Współpracował z Johnem Galliano przy pokazie Artisanal, kolekcji Haute Couture Domu Mody Margiela 2024. Wziął także udział w filmie "Nighthawk", określanym przez krytyków jako "artystyczny, odważny i intrygujący".
W 2022 roku podpisał kontrakt na wyłączność z Domem Mody Yves Saint Laurent. W dwunastym sezonie programu "Top Model" wraz z Dawidem Wolińskim wyreżyserował sesję zdjęciową inspirowaną filmem "Diuna". W kolejnej edycji programu (2024) w Centralnym Muzeum Włókiennictwa w Łodzi wyreżyserował pierwszy od dziewiętnastu lat pokaz kreacji z różnych kolekcji Arkadiusa.

## Aktorstwo
Absolwent Akademii Teatralnej im. Aleksandra Zelwerowicza w Warszawie. W 2024 r. pod kierunkiem Agaty Adamieckiej-Sitek uzyskał tytuł magistra, i obronił pracę dotyczącą własnego podejścia do aktorskiego procesu twórczego. Podstawą jego badań są doświadczenia przemocy m.in. na kierunku aktorstwo dramatyczne, a także inspiracja metodologią Jerzego Grotowskiego, Krystiana Lupy i Barbary Falender. Podczas studiów spotkał się z groźbą wyrzucenia ze szkoły teatralnej, m.in. ze względu na zdjęcia do filmu Matecznik, opowiadającym historię trudnej relacji Karola (Zieliński) z opiekunką, graną przez Agnieszkę Kryst W późniejszych wywiadach krytykował niektóre metody nauczania, stosowane w warszawskiej szkole teatralnej.
Jako aktor debiutował na deskach Teatru Powszechnego w Warszawie w sztuce Krystiana Lupy Capri, wyspa uciekinierów” (2019). Zagrał główną rolę w Mateczniku” Grzegorza Mołdy, stworzył postać Saszy w Zielonej granicy Agnieszki Holland (film nagrodzony został Specjalną Nagrodą Jury na 80. Międzynarodowym Festiwalu Festiwalu Filmowym w Wenecji). Kacper z trzeciego sezonu Belfra (Canal Plus, 2023).
Wystąpił w wielu filmach i serialach, tworząc m.in. postać Igora Flisa w Listach do M. 4. Kreacja Kacpra w trzecim sezonie serialu Belfer przyniosła mu rozpoznawalność i uznanie krytyków.
Wystąpił też w filmie Legiony Dariusza Gajewskiego i Zielonej granicy Agnieszki Holland, angażując się w promocję filmu i zwracając uwagę na kwestie praw człowieka. Zagrał w nagrodzonym Szafirowymi Lwami w Gdyni filmie Kamili Tarabury i Katarzyny Warnke "Rzeczy niezbędne".

## Działalność wizualna i muzyczna
Wystawa jego prac, połączona z działaniami performatywnymi towarzyszyła 34. edycji Festiwalu Malta w Poznaniu.
Jako czternastolatek zdobył I miejsce podczas Festiwalu Piosenki Dziecięcej i Młodzieżowej. Komponuje i wydaje własne piosenki, które publikuje na swoim kanale.